# Jimmy Castor
James Walter Castor (ur. 23 stycznia 1940 w Nowym Jorku, zm. 16 stycznia 2012 w Henderson) – amerykański piosenkarz, twórca tekstów piosenek, kompozytor i multiinstrumentalista z pogranicza funku, soulu i R&B. Początkowo członek zespołu muczycznego The Teenagers, a później założyciel grupy Jimmy Castor Bunch.
Do jego najbardziej znanych piosenek należą między innymi: „Bertha Butt Boogie”, „It’s Just Begun” (która miała wpływ na powstanie muzyki hip-hopowej oraz zdobyła popularność wśród uczestników tejże kultury) oraz „Troglodyte (Cave Man)”, sprzedana w milionowym nakładzie.
Jimmy Castor krótko po 72. urodzinach zmarł z powodu niewydolności serca w Henderson (Nevada).

## Dyskografia

### Albumy
- Hey Leroy (1967) (Smash)
- It’s Just Begun (1972) (RCA)
- Phase 2 (1972) (RCA)
- Dimension 3 (1973) (RCA)
- The Jimmy Castor Bunch featuring The Everything Man (1974) (Atlantic)
- Butt of Course... (1975) (Atlantic)
- Supersound (1975) (Atlantic)
- E-Man Groovin' (1976) (Atlantic)
- Maximum Stimulation (1977) (Atlantic)
- Let It Out (1978) (TK Records)
- The Jimmy Castor Bunch (1979) (Cotillion / Atlantic)
- I Love Monsters (1979)
- C (1980)
- The Return of Leroy (1983)
- The Everything Man-The Best of The Jimmy Castor Bunch (1995)

### Single
| 1966                           | „Hey, Leroy, Your Mama’s Callin’ You”              | 31  | 16 |
| 1972                           | „Troglodyte (Cave Man)”                            | 6   | 4  |
| 1972                           | „Luther the Anthropoid (Ape Man)”                  | 105 | –  |
| 1975                           | „Soul Serenade”                                    | –   | 72 |
| 1975                           | „The Bertha Butt Boogie (pt. 1)”                   | 16  | 22 |
| 1975                           | „Potential”                                        | –   | 25 |
| 1975                           | „King Kong – Part 1”                               | 69  | 23 |
| 1976                           | „Supersound”                                       | –   | 42 |
| 1976                           | „Bom Bom”                                          | –   | 97 |
| 1976                           | „Everything Is Beautiful To Me”                    | –   | 67 |
| 1977                           | „Space Age”                                        | 101 | 28 |
| 1978                           | „Maximum Stimulation”                              | –   | 82 |
| 1979                           | „Don’t Do That!”                                   | –   | 50 |
| 1980                           | „Can’t Help Falling in Love With You”              | –   | 93 |
| 1984                           | „Amazon”                                           | –   | 84 |
| 1985                           | „It Gets To Me”                                    | –   | 81 |
| 1988                           | „Love Makes A Woman” Joyce Sims feat. Jimmy Castor | –   | 29 |
| „–” Pozycja nie była notowana. |                                                    |     |    |